# Lisa Bales
Lisa Bales (geb. 1990 in München) ist eine deutsche Schauspielerin, Autorin, Tanzpädagogin und Synchronsprecherin.

## Ausbildung und Karriere
Lisa Bales wurde in München geboren und wuchs dort auf. Ihre künstlerische Ausbildung begann sie an der Freiburger Akademie für Bühnentanz (2009–2011) und setzte diese an der Performdance Akademie in Linz (2011–2013) fort, wo sie Tanzpädagogik studierte. Von 2011 bis 2014 besuchte sie die Internationale Schule für Schauspiel und Acting (ISSA) in München, die sie mit Auszeichnung abschloss. Im Jahr 2019 absolvierte sie zudem eine Weiterbildung an der München Film Akademie mit einem Schwerpunkt auf Method Acting nach Lee Strasberg.
Bales war in zahlreichen Theatern auf der Bühne zu sehen. Darüber hinaus stand sie immer wieder als Filmschauspielerin vor der Kamera. Zu ihren TV-Auftritten zählen Rollen in Serien wie Hubert ohne Staller (2023) und Aktenzeichen XY ... ungelöst (2024). Im Synchronbereich lieh sie ihre Stimme Charakteren in internationalen Produktionen wie Foundation (2023) und One Piece (2023). Zudem trat sie in Kurzfilmen wie Wertstoff und Ass im Ärmel auf.
Neben ihrer schauspielerischen Tätigkeit ist sie auch als Autorin aktiv und hat mehrere Theaterstücke und Bücher verfasst.
Lisa Bales lebt in München und ist neben ihrer Arbeit als Schauspielerin auch als Tanzpädagogin tätig, spezialisiert auf Jazzdance, Modern Dance und Stepptanz.

## Theater (Auswahl)
- 2023: Antigone (als Parlamentsmitglied). Nach Sophokles und Slavoj Žižek. Residenztheater (München). Inszenierung: Mateja Koležnik
- 2025: Falsch (als Sis). Von Lot Vekemans. theater … und so fort München. Inszenierung: Heiko Dietz
- 2025: Was ihr wollt (als Viola/Sebastian). Von William Shakespeare. Seebühne Utting. Inszenierung: Christine Koch
- 2025: Lauter Lügen um eine Leiche (als Elisa). Von Alfonso Paso. Blutenburg-Theater. Inszenierung: Petra Wintersteller[5]

## Filmographie (Auswahl)
- 2019: Ass im Ärmel (als Giulia de Rosa). TV-Film
- 2023: Hubert ohne Staller (als Pia Adler) - ARD Fernsehserie

## Auszeichnungen
- 2013: Manfred-Rudolph-Preis (Nominierung)
- 2014: creActor-Stipendium für herausragende Leistungen im Schauspiel
- 2014: Lore Bronner Preis – Förderpreis für Darstellende Kunst

## Schriftstellerisches Werk (Auswahl)

### Theaterstücke
- 2021: Sheesh!
- 2021:Stitches for Fame

### Bücher
- 2019: 111 Gründe zu tanzen: Eine Liebeserklärung. Schwarzkopf & Schwarzkopf - Verlag
- 2020: HOW TO SURVIVE ALS FRAU: zwischen Beruf, Männern, anderen Frauen, Social Media und (eigenen) Erwartungen. Schwarzkopf & Schwarzkopf-Verlag